# Roe River (Missouri River)
Der Roe River entspringt den Giant Springs in der Nähe der Stadt Great Falls im US-Bundesstaat Montana und mündet in den Missouri River.
Er ist angeblich der kürzeste Fluss der Welt und wurde zusammen mit dem D River als solcher auch im Guinness-Buch der Rekorde gelistet. Seine Länge beträgt etwas mehr als 61 Meter (rund 201 Fuß). Der Fluss liegt im Giant Spring State Park. In dem Erholungsgebiet wird der Fluss von einer Fußgängerbrücke überquert.

## Bildergalerie

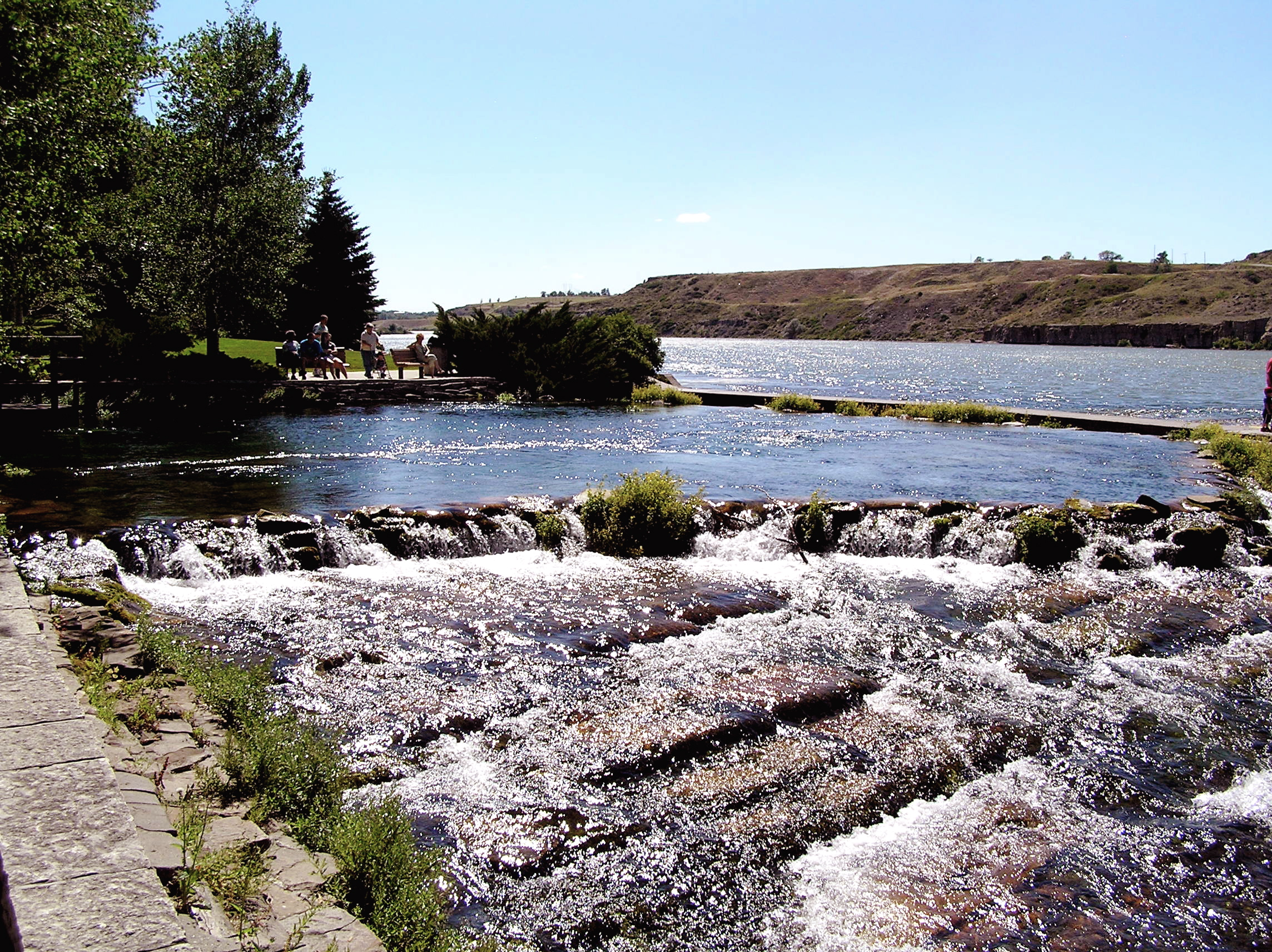
Roe River (Abfluss, 2012)
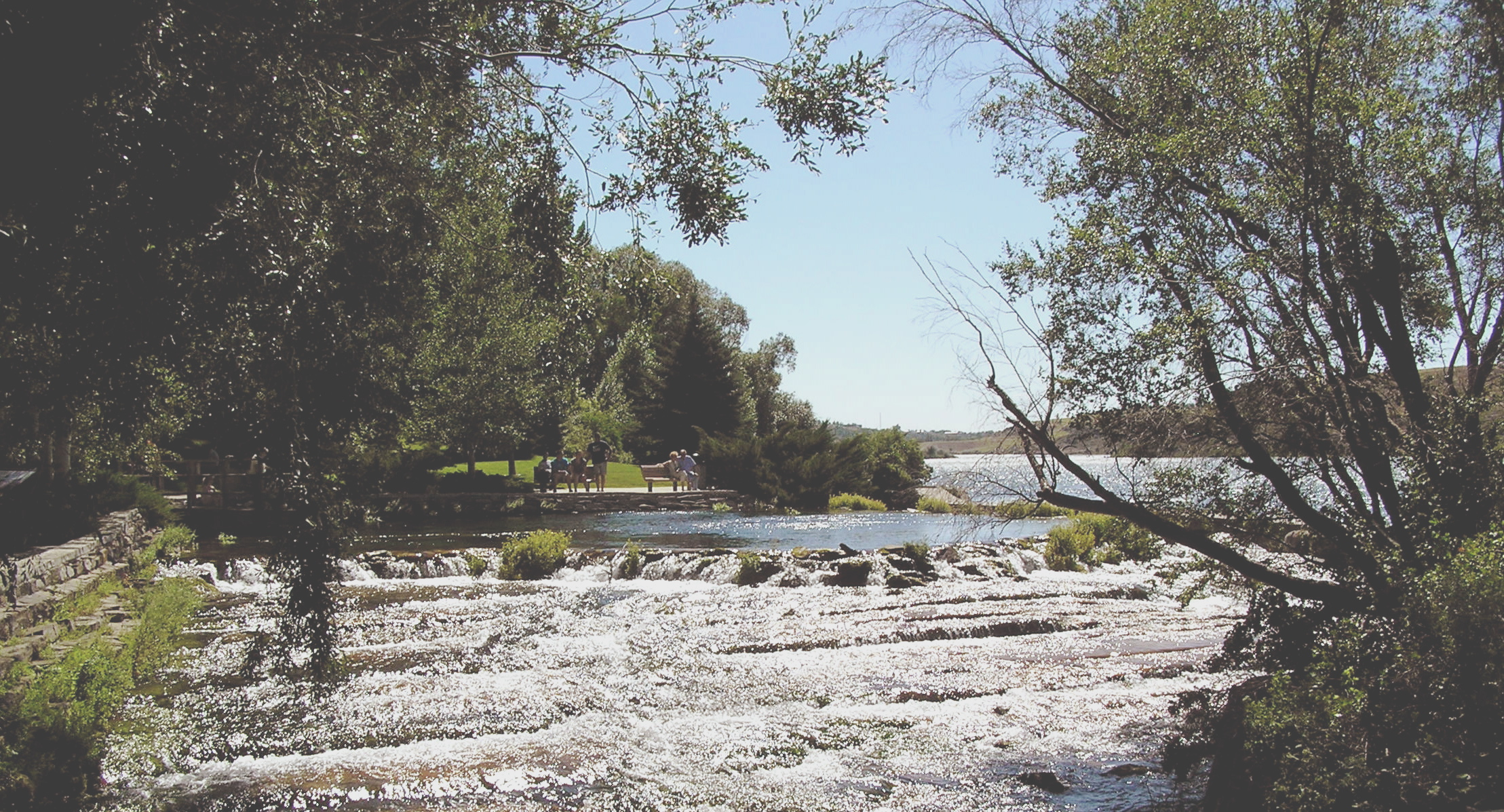
Roe River (Abfluss und Teil des Flusslaufs, 2012)
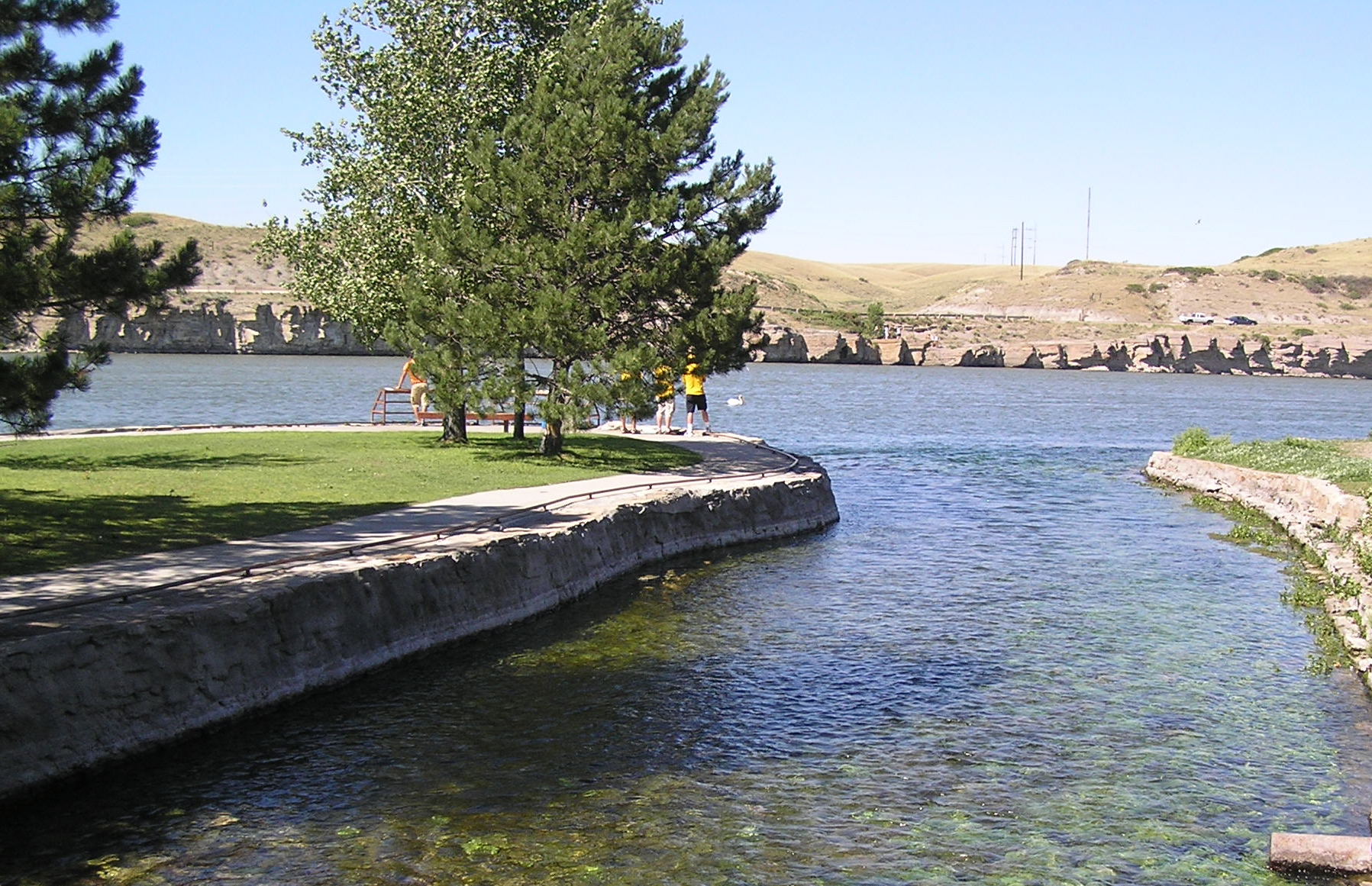
Roe River (Mündung, 2012)